# ويليام راسيل
ويليام راسيل (بالإنجليزية: William Howard Russell)‏ (و. 1820 – 1907 م) هو صحفي، ومصور من المملكة المتحدة لبريطانيا العظمى وأيرلندا، ولد في دبلن، توفي في لندن، عن عمر يناهز 87 عاماً.

## جوائز
حصل على جوائز منها:
- قائد الوسام الفيكتوري الملكي.

## روابط خارجية
- ويليام راسيل على موقع الموسوعة البريطانية (الإنجليزية)